# Campylopus comosus
Campylopus comosus là một loài Rêu trong họ Dicranaceae. Loài này được (Schwägr.) Bosch & Sande Lac. mô tả khoa học đầu tiên năm 1858.